# Chapelle Sainte-Ergoueffe
La chapelle Sainte-Ergoueffe est un ancien édifice catholique, aujourd'hui ruinée, dont les vestiges se dressent sur le territoire de la commune française de Surtainville, dans le département de la Manche, en région Normandie.
L'édifice est inscrit au titre des monuments historiques.

## Localisation
Les ruines de la chapelle Sainte-Ergoueffe sont situées à 250 mètres à l'ouest de l'église Saint-Pierre de Surtainville, dans le département français de la Manche.

## Historique
La tradition dit qu'un navire avec la statue de sainte Ergoueffe comme figure de proue, se serait échoué sur la plage. Les habitants ne parvenant pas à la déplacer, on a décidé d'édifier un sanctuaire sur le lieu même.
Une première chapelle d'architecture romane aurait été bâtie au VIIe siècle. Elle s'éclairait à l'origine par deux petites baies en arc en plein cintre percées dans les murs gouttereaux. De cette première chapelle dateraient les murs en appareil en arête-de-poisson (opus spicatum).
Ruinée, elle est reconstruite dans la seconde moitié du XIe siècle et est le siège d'une léproserie. Jean de Muller, la donne, avant 1050, au  prieuré augustin de Brewton au diocèse de Bath dans le Somerset, prieuré fondé par un compagnon de Guillaume le Conquérant, Guillaume de Moyon. Donation confirmée vers 1180, par Henri II. Selon une autre source, il s'agirait du prieuré anglais de Burton.
Après le rattachement de la Normandie au domaine royal français, en 1204, par échange, elle échoit, en 1260, à l'abbaye bénédictine Saint-Martin de Troarn.
Desservie jusqu'à la Révolution, elle est déclarée bien national. En 1802, la commune de Surtainville la récupère, mais en 1807, on démolit sa toiture et l'on récupère le mobilier au profit de l'église paroissiale. Charles de Gerville déplore en 1817 que « les ronces et les lierres croissent sur les ruines, et bientôt probablement sa destruction totale nous privera d'un monument qu'il aurait été si important de conserver ». Abandonnée, le chœur est détruit en 1950.

## Description
Il ne subsiste de la chapelle romane que la nef rectangulaire orientée. Ses murs ont conservé un appareil en arêtes-de-poisson. L'édifice s'éclaire par six ouvertures en plein cintre, trois ont été obstruées.
La porte, au sud, a vu la majorité de ses pierres de taille disparaître, et du chœur détruit en 1950, il reste l'arc triomphal en plein cintre, auquel il manque la clef, orné sur chaque côté de deux tores s'appuyant sur des chapiteaux sculptés, dont les abaques arborent des motifs en forme de rinceaux végétaux. Les corbeilles, partie du chapiteau entre l'astragale et le tailloir, représentent les thèmes du médiéval fantastiques. Côté nef, un quadrupède dont la tête est retournée vers une tête humaine et dont la moustache s'enroule en volutes d'angles, et côté sud, un homme ailé portant un bonnet phrygien, monté sur un animal gueule grande ouverte, devant lequel un serpent crache du feu. On retrouve une sculpture similaire en l'église romane de Chef-du-Pont, sur le tympan de la porte du chœur.

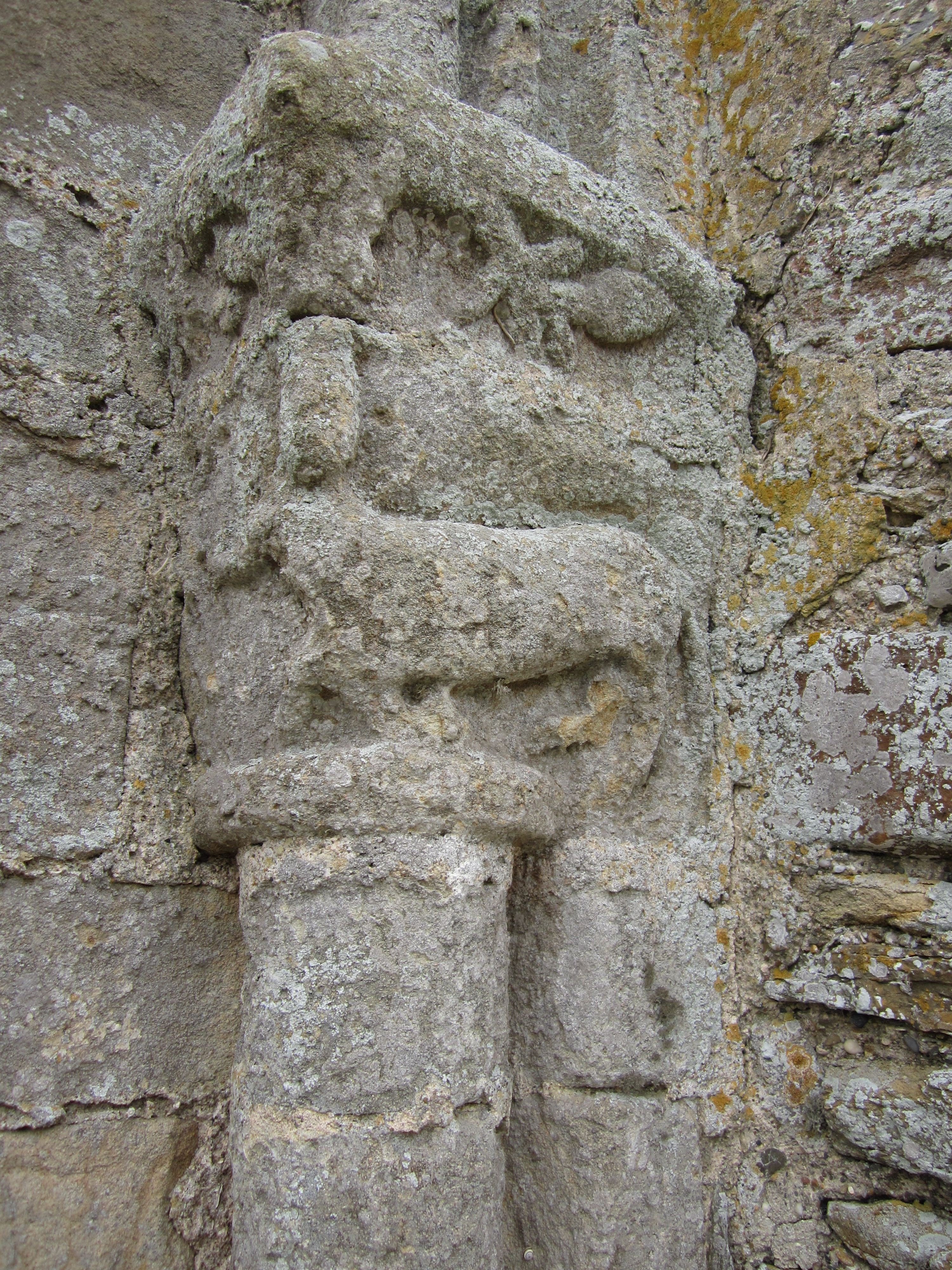
Chapiteau sud.
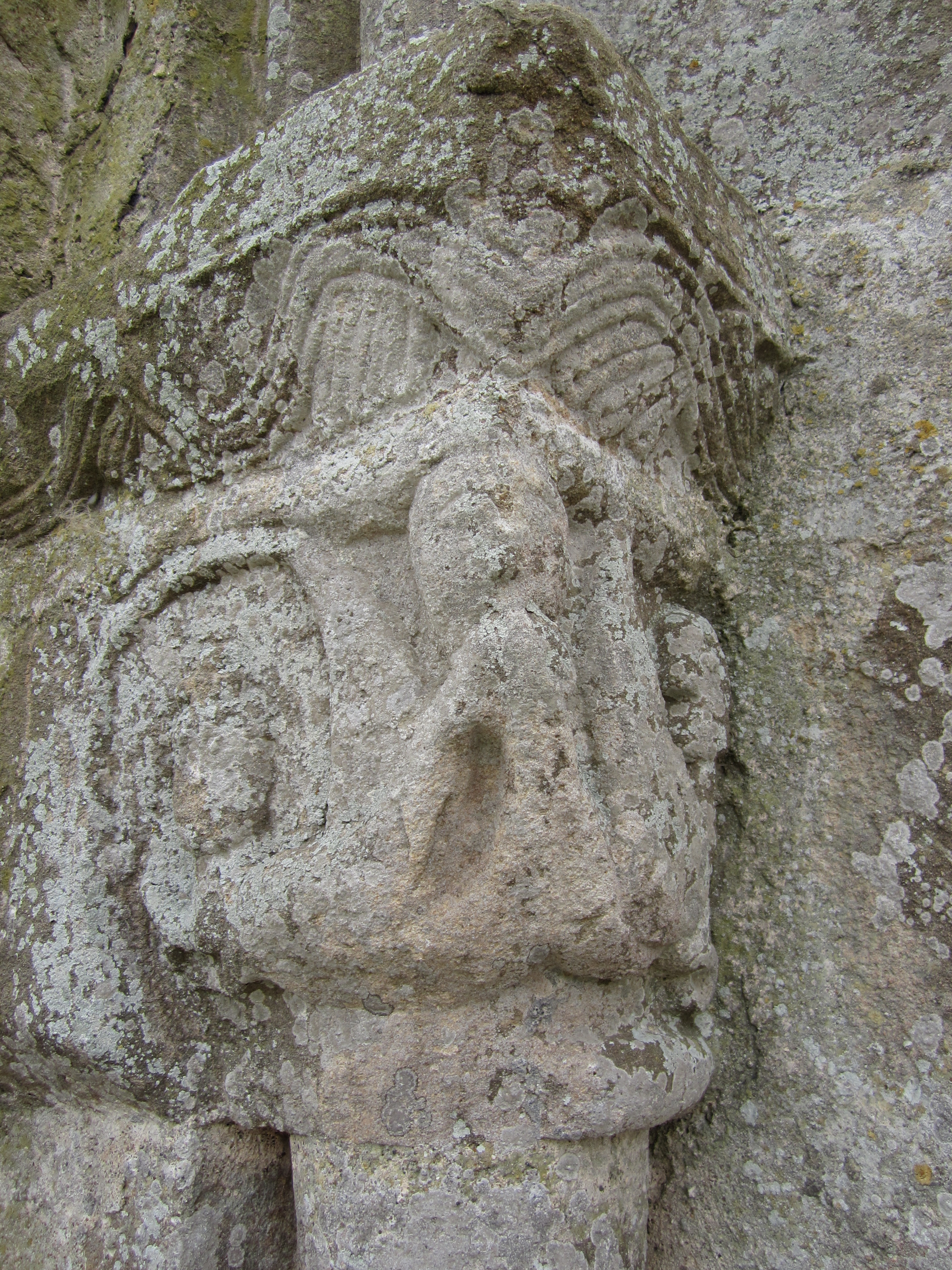
Chapiteau nord, côté nef.
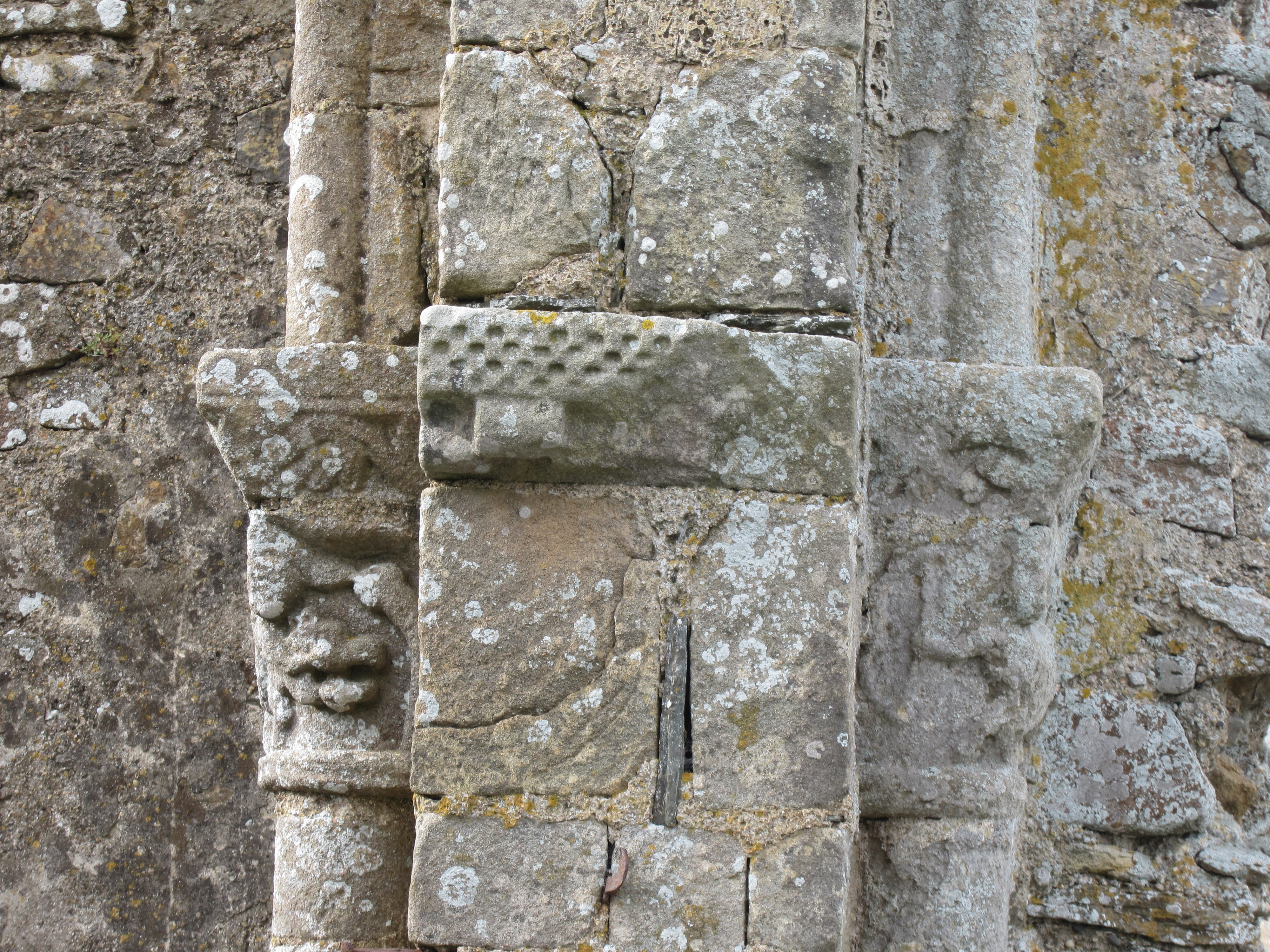
Chapiteau.
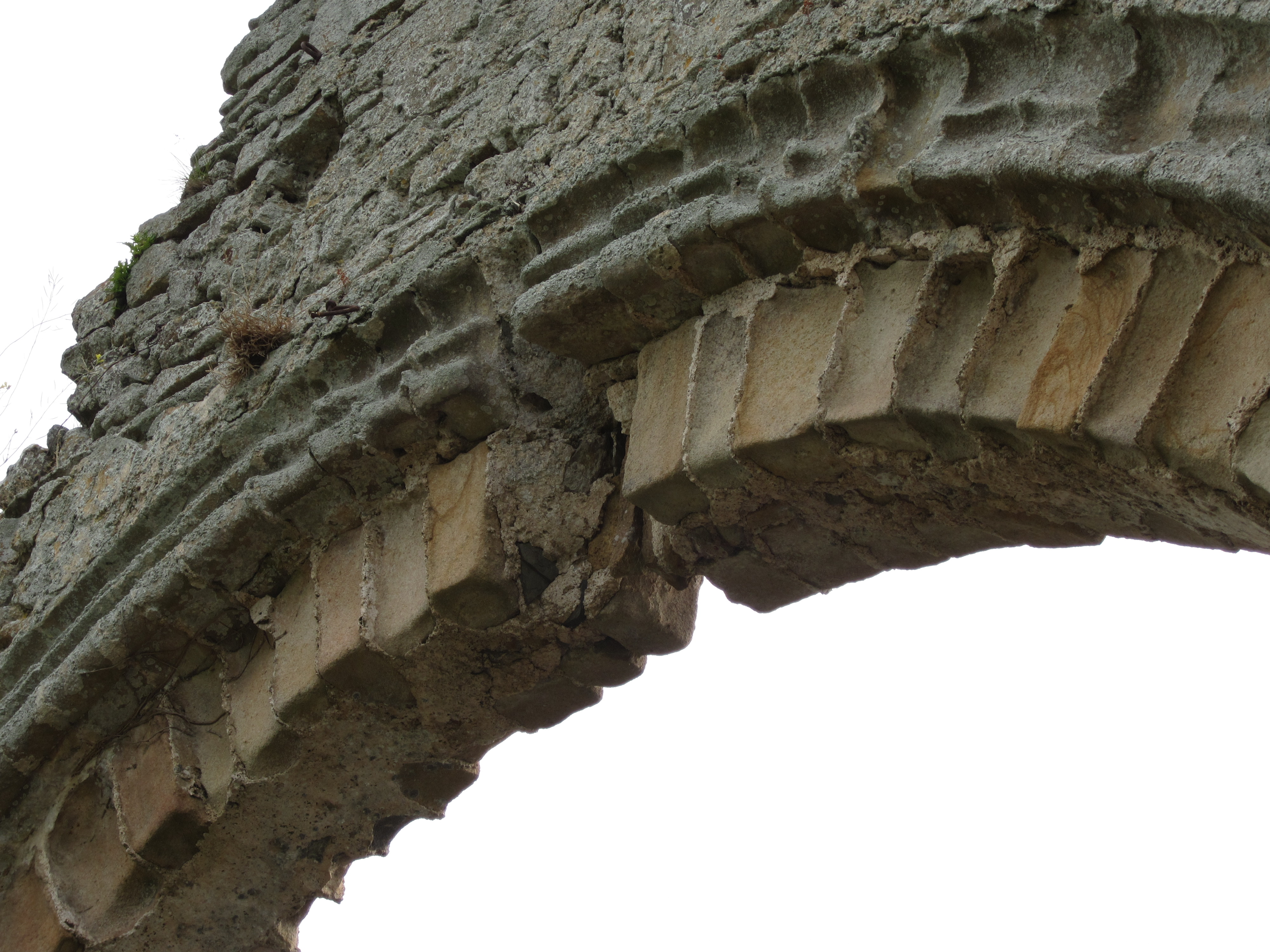
Arc triomphal.
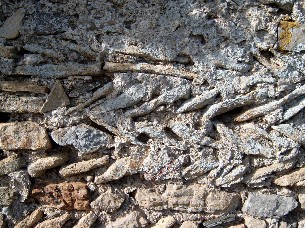
Appareil en arête-de-poisson.

## Protection
La chapelle est inscrite au titre des monuments historiques par arrêté du 2 février 1993.

## Mobilier
La statue de la sainte en pierre polychrome, avec l'inscription « Se Argoyfle D.D », qui était placée dans la niche centrale du chœur, est, depuis 1823, dans la chapelle sud de l'église paroissiale.